# Didymosella parvipora
Didymosella parvipora är en mossdjursart som beskrevs av Canu och Bassler 1929. Didymosella parvipora ingår i släktet Didymosella och familjen Didymosellidae. Inga underarter finns listade i Catalogue of Life.